# 快傑えみちゃんねる
『快傑えみちゃんねる』（かいけつえみちゃんねる）は、関西テレビ（カンテレ）で1995年7月10日から2020年7月24日まで放送されていたトークバラエティ番組で、上沼恵美子の冠番組。開始当初は関西ローカルで放送されていたが、一部のフジテレビ系列局及び関東・中京両地区の独立局でも放送されていた。
制作局の関西テレビでの放送時間は番組開始から2009年3月までは毎週月曜日 19:00 - 19:55、2009年4月から2019年3月までは毎週金曜日 19:00 - 19:57、2019年4月からは毎週金曜日 19:00 - 20:00（JST）。ハイビジョン制作・ステレオ放送で、フジテレビ系列局では文字多重放送による字幕放送を行っていた。
2019年3月で放送1000回を迎えた。2018年に関西テレビ開局60周年を記念して実施された「関西人1万人が選ぶカンテレ人気番組ベスト20」でも第1位に輝いている。
2020年7月21日、第1056回の放送（7月24日）をもって番組が終了することが発表され、発表通り2020年7月24日に最終回を迎えた。

## 概要
司会は上沼恵美子と大平サブロー。毎回数名のゲストと共にテーマ別のトークを行うバラエティ番組。
最高視聴率は21.3%（ビデオリサーチ調べ、関西地区・世帯・リアルタイム）。
当初は上沼とゲストが一対一でトークを行う内容であったが、2000年代以降は複数のゲストを呼んでトークを行う形式に変更された。番組セットは正面から見て左側に司会、ゲストは右側に座る配置で『アメトーーク!』とほぼ同じ配置となっている。
出演するゲストは多岐に及び、普段バラエティ番組に出演しない俳優がたびたび登場している。若手芸人については上沼が『M-1グランプリ』の審査員を務めている関係から、同大会のファイナリストが出演することが多い。
例年元日は2時間の「正月スペシャル」を放送していた。
2010年6月25日に番組初の生放送で90分SPを放送した。

### 本番組のネット状況の概況
本番組は月曜時代においては制作局と同時ネットとしていたことのある遅れネット局もあったが、金曜に枠移動後、本番組の差し替えとなっているフジテレビの同時間帯の番組の同時ネットを離脱し、通常編成時には本番組の同時ネットに切り替える系列局が出ていた。
関東広域圏での放映権は系列キー局のフジテレビが本番組開始から長らく有していなかったため、同広域圏では圏内の県域独立局の一部を通じて放送されており、直近では2014年4月5日 - 2019年2月2日にテレビ埼玉とTOKYO MXにてネットしていた。2019年2月7日 - 22日に関東広域圏全域で系列キー局のフジテレビを通じて、『メディアミックスα』枠（月 - 金曜日15時50分 - 16時50分）にて遅れ集中ネットを実施。なお、フジテレビでのネット開始に伴う関東広域圏の放映権の関係から、フジテレビがネット期間中には関東広域圏内の独立局2局でのネットが不可となるが、フジテレビでのネット一旦終了後の同月23日にはテレビ埼玉・TOKYO MXでのネットを打ち切り前と同じ放送日時にて再開していた。
また、中京広域圏では在名系列局の東海テレビで放送されていた時期もあったが、放送終了時点では同局が本番組の放映権を有しておらず、同圏内の県域独立局全2局での放送となっていた。

### 突然の番組終了
2020年7月に本番組が25周年を迎えたものの、同月22日に、24日の放送をもって番組が終了する事が突如、発表された。
最終回では通常通りに番組が進行し、エンディングのナレーションにて番組が終了することに触れながら第1回の映像など過去を振り返るダイジェスト映像が数秒間流され、最後に白背景に赤文字で上沼からのメッセージがテロップで流され番組が終了した。本編は終了が決まる前に収録が終わっていたためか、上沼およびその他の出演者からの肉声での挨拶はされなかった。さらに、当日の関テレの予定表では、翌週の同時間枠は「調整中」とのみ告知されていた。
一部報道では上沼と番組サイドで軋轢が生じ、上沼側から「辞めてやる」と喧嘩別れの形で終了が決まったと報じられていた。関西テレビ側は終了発表に際し「詳細は控える」としていた。
上沼は番組終了から土日を挟んだ翌週月曜日、『上沼恵美子のこころ晴天』（朝日放送ラジオ）にて、「私に対して心配事、お腹立ちもあると思う。正直言っていい? 私は（ネットを見ないため）何が起こっているのか知らんかった」「私のライフワークでした。私と関西テレビさんがけんかしているという記事が出てる。ちょっと違うからビックリした…。これは違うわ、私はキレイ事は言いませんが、関西テレビさんには足を向けて寝られない」とこれらの報道を一切否定したうえで、「コロナの影響、25年、私のわがままが重なった。嘘偽りなく、関西テレビさんには感謝しかありません。ありがとうございました。口も悪いし、乱暴な言葉も使ってイメージも悪かったけど、関西テレビさんを恨んだりはしていない。笑ってるけど、寂しいんですよ。『えみちゃんねる』は一番の宝、好きな番組でした。だからしんどかった。」と感謝と大変さを語った。
上沼はラジオや週刊文春のインタビューで終了の最大の一因として新型コロナウイルス感染症を挙げ、「この番組、25年前の7月からやったんですよ。それで1000回でやめるって言ってた。ところが、視聴者のみなさんがもっと続けてくれって50回、56回を超えたんかな。で……ちょっと私もコロナで……やっぱ2メートル（離す）ソーシャルディスタンスですごいやりにくかった。観客はいない、ゲストは減る。もういろんな悪条件で、『申し訳ないです』と立ち上げてくださった（関西テレビの）常務にお話しまして。そしたら『このへんでお終いにしましょうか』って。申し訳ないんですけど、本当は9月まで務めないといけないんですが、もう7月が始まってるのと、自分でもエンジンをふかせないといけないんで、ソーシャルなんとかでやっていかないといけないのがつらくて、（やめたいと）お話させていただいたんですよ。ものすごいやりづらい。主人が『前のえみちゃんねるの方がずっと面白いねん。話し合いみたいになってる』ってガツンと言われました。そうやんなぁ。距離感あるから『なんでやねん!』と言ってもここにおってくれないと。ちょっと2メートル離れといて、とも言えない。なんか構えちゃう。つらい。これはほんとに申し訳ないんです。（上沼対関テレではなくて）ご期待に添えなくて。これは言ったらいけないことかもしれないけど、番組側も、経費削減があるんだそうです。関テレにおった主人から、ゲストを東京から呼んだりして、普通の番組の経費3倍かかっていると聞きました。その常務の方も困っていらっしゃいました」と語った。その常務には手紙ももらったという。
しかし、番組終了から1年が経過すると一転し、関テレへの批判をさかんに行うようになる。7月にはスペシャルゲストとして参加した映画『キネマの神様』の舞台挨拶で山田洋次監督と対談し、えみちゃんねる終了を通告した局の対応に腹が立ち、本来終了予定であった9月改編まで待たずに降板したと明かした。
その他、「関西テレビさんのことは恨んでます。大嫌いです」「いきなり緞帳を足の上にドーンと落とされた感じです」などと公言したり、打ち切り直前に25周年を記念して社長賞としてもらったクリスタルのトロフィーをたたき割ったなど、複数のメディアにおいて関テレへの批判を繰り返している
。

### 番組終了後の新たな展開
関西テレビでは本番組の終了をもって金曜19時台の自社制作レギュラー番組を一旦終了し、終了後最初（2020年7月31日から）の改編からは一部地域を除くフジテレビ系列で本番組の放送時間帯に放送しているフジテレビ制作『坂上どうぶつ王国』をレギュラー放送に昇格させたうえで、本番組の放送枠（制作局のフジテレビからの同時ネット）に組み込んだ。また、同年10月23日から12月11日にかけては『鬼滅の刃』テレビアニメ版のうち関西テレビでは未放映の第6話 - 第14話と第22話 - 第26話（後に放映話数は第6話 - 第21話へと変更）も本番組の放送枠で放送した（1週につき2話分放送）。
関西テレビ社長の羽牟正一は、本番組の終了から約半年後の2021年1月26日の新春社長定例会見でこの事について言及。「私から具体的にどういうのはない。編成、制作でいろいろ考えてると思う。『鬼滅の刃』があそこの枠を使って評価いただいた。次は自分たちの力でコンテンツを作れるように」と述べ、同席した取締役（編成・コンテンツビジネス担当）の喜多隆も「『えみちゃんねる』25年、視聴者の皆さんに楽しんでいただいた。また、『鬼滅の刃』は視聴者の皆さまの期待できるコンテンツが提供できたと実感している。そういう枠ですので、必ず、また自社制作でと思っている」と述べたうえで、「関西テレビとしては（昨年）12月11日の『鬼滅の刃』最終放送終了後に『当面は“坂上どうぶつ王国”を放送させていただきます』というリリースをした。現時点ではこの通り。しばらくは『坂上－』を放送させていただく。そして、いつか必ず、自社制作をまた、視聴者の方に喜んでもらえる番組を作りたい。発表できるときがきたらご案内したい」として、本番組の系譜をつなぐ自社制作番組を復活させることを示唆していた。
例年本番組のスペシャルが放送されていた原則元日の2時間枠は、本番組に替わり『よ〜いドン! お正月SP』が放送されている。
そして、同年3月19日には本番組終了後最初の自社制作番組となる『QUIZ GO ROUND 流れきる前に選びとれ!』を本番組の放送枠で放送し、それ以降も自社特番を本番組の放送枠で随時放送した。
同年11月5日からは『ちまたのジョーシキちゃん』を同時間帯で開始し、自社制作レギュラー番組が復活したが、2024年3月をもって終了し再び「坂上どうぶつ王国」の同時ネットに戻った。

## レギュラー出演者

### 放送終了時点

#### 司会
- 上沼恵美子
- 大平サブロー

#### ナレーション
- 前塚あつし

### 放送終了以前に降板
- はるな愛（放送開始当時のメンバー）
- 大澄賢也（放送開始当時のメンバー）
- 若田部克彦（放送開始当時のメンバー。入社当時新人ながらの抜擢だった）
- 辻本茂雄
- 星田英利（元：ほっしゃん。）
- 兵動大樹（矢野・兵動）
- 細木数子（準レギュラー、1997年 - 2004年6月28日）
- 梶原雄太（キングコング）（2015年1月 - 2020年6月）[38][39]

## エンディング曲
- 『笑顔を咲かせましょう』 唄：上沼恵美子、作詞・作曲：つんく（月曜時代に次番組であるHEY!HEY!HEY!でゲストで出演したとき司会であるダウンタウンとのトークバトルを展開していた）
- 『コスモス揺れて』 唄：上沼恵美子、作詞：かず翼、作曲：円広志
- 『泡盛心中』 唄：上沼恵美子、作詞：宮城常雄、作曲：宮城衛

## 主なスタッフ

### 放送終了時点
- 構成：二宮一泰、山下由香里、東江和佳子、根宜利彰、ゆじぇーろ
- TD：横山和明（カンテレ、以前はCAM）
- VE：松岡泰助（カンテレ）
- CAM：西村武純（カンテレ）
- MIX：赤澤和伸（カンテレ、以前はMA）
- MA：野村理恵（カンテレ）
- LD：中村貴志（カンテレ）
- 音響・照明：大阪共立
- 編集：清水慎恭（カンテレ）、阿部竜也
- 美術制作：岡崎忠司（カンテレ）
- デザイン：萩原英伸
- 美術進行：磯本則和
- 装置：つむら工芸
- 装飾：萬浪隆史
- 電飾：増本正寿
- 衣装：田中由紀
- メイク：パウダー
- 効果：西原長治
- タイトル：三波和子
- スタイリスト：井谷祐子（シェル）
- 編成：前洋平（カンテレ）
- 宣伝：長谷川由紀（カンテレ）
- CG：谷信之
- イラスト：榎本よしたか、ひろぽん
- 協力：FULL HOUSE、Step
- 制作協力：クラッチ.
- AD：小林潤也、西田墨、酒井椋平（カンテレ）、戸田千遥、平本拓也、片岡実優、水島陸
- AP：清水美希（クラッチ.）
- ディレクター：重信好輝（クラッチ.）、宮内宏輔（キューマン）、稲子太輔（キューマン）、近藤匡・森本真史・吉岡治郎（カンテレ）（近藤・稲子・森本→以前はAD）
- プロデューサー：野村亙（カンテレ）、今橋叔子（クラッチ.）
- 制作著作：関西テレビ→カンテレ

### 放送終了以前に降板
- 構成：瀬川たいぞう、博多ヒト志、純子ポッキー
- TD：片山勝・小林一雅・朝倉康博（関西テレビ）
- CAM：尾谷牧夫・有本龍介・菊池幸雄・鈴木智雄・芳山貴勇・中山秀一（関西テレビ）
- VE：大須賀朋尚・山本倫久・松井勝正・帆足聡一郎・松浦洋輔・中島知晶（関西テレビ）
- MIX・MA：坂田常夫・長谷川周作・小野浩一・宮島雅俊（関西テレビ）
- MIX：井田憲吾（関西テレビ）、寺島(嶋)紀雄（ウエストワン、以前はMA）
- LD：中島矩孝・中島啓・大西祐輔（関西テレビ）、金子宗央（カンテレ）
- 編集：平田純子・岩佐周悟・伊部勇作・堀田秀治（関西テレビ）、川合尉嗣・沖野裕之・岡部真理子（ウエストワン）
- MA：池田良弘・中島貴志（カンテレ）
- 素材MA：衛藤恒明
- 効果：西原長治、芝原重來、三浦智子
- 美術制作：古江薫・西川夏子・杉山茂光（関西テレビ）
- 美術進行：喜多謙治、青木繁、吉田哲也
- 装置：漏留亮二・小橋健司（つむら工芸）
- 装飾：広山淳史・秋丸弘美・中森正啓（高津商会）
- 衣装：岡本忠治
- 装花：山本幸一、山藤園芸
- タイトル：芦原祥弘、西村厚、新開融、兵頭和也、広田真吾
- スチル：安村のぞみ、テレビフォト工房
- アシスタント：川端貴美子
- 技術協力：テレプロ・カム、マウス、D&Lくまもと、Express、rebirth、D-mind、東通インフィニティー、イングス、戯音工房
- 制作協力：スタッフ21（初回から2005年3月まで）、x1エックスワン、オンタイム。
- 編成：中村道郎（関西テレビ）
- 宣伝：川上翔子（関西テレビ）
- AD：河西秀幸（関西テレビ）、奥村泰弘、吉川亮太（関西テレビ）、三浦未来、奥村奈美、吉田一世、江嶋ちほみ
- ディレクター：安藤和久・中澤健吾・乾充貴・泉雄介・植原脩（関西テレビ）、友岡伸介（カンテレ）、永峰修治・牧野直行（スタッフ21）、松原綾子（オフィスりぷる）、片平諭（オンタイム。）
- ディレクター → プロデューサー：小川悦司（関西テレビ）
- プロデューサー：喜多隆・旗啓祝・加藤雅也（関西テレビ）、梅田一路（カンテレ、以前はディレクター）、水野伸宏（D-クラッチ.）、長谷川豊（エックスワン）
- チーフプロデューサー：矢野浩之・堀切八郎（関西テレビ）

## ネット局

### 放送終了時点
- 全編ローカルセールス枠での放送のため、関西テレビでも、同時間帯にフジテレビの番組を臨時同時ネットや、自社制作のプロ野球・阪神タイガース戦中継放送時は休止となり、テレビ愛媛でも編成の都合で臨時非ネットとすることがあった[注 12]。

| 放送対象地域   | 放送局                    | 系列                                         | 放送日時              | ネット状況     | 備考                    |
| -------------- | ------------------------- | -------------------------------------------- | --------------------- | -------------- | ----------------------- |
| 近畿広域圏     | 関西テレビ（KTV）         | フジテレビ系列                               | 金曜 19:00 - 20:00    | 制作局         | 制作局                  |
| 愛媛県         | テレビ愛媛（EBC）         | フジテレビ系列                               | 金曜 19:00 - 20:00    | 原則同時ネット | [ 参考 1 ]              |
| 北海道         | 北海道文化放送（uhb）     | フジテレビ系列                               | 土曜 13:00 - 13:58    | 遅れネット     | [ 参考 2 ]              |
| 石川県         | 石川テレビ（ITC）         | フジテレビ系列                               | 日曜 12:00 - 13:00    | 遅れネット     | [ 参考 3 ]              |
| 島根県・鳥取県 | さんいん中央テレビ（TSK） | フジテレビ系列                               | 土曜 14:00 - 15:00    | 遅れネット     | [ 参考 4 ]              |
| 岡山県・香川県 | 岡山放送（OHK）           | フジテレビ系列                               | 土曜 16:00 - 17:00    | 遅れネット     | [ 参考 5 ]              |
| 広島県         | テレビ新広島（tss）       | フジテレビ系列                               | 土曜 16:00 - 16:55    | 遅れネット     | [ 参考 6 ]              |
| 高知県         | 高知さんさんテレビ（KSS） | フジテレビ系列                               | 土曜 13:00 - 14:00    | 遅れネット     | [ 参考 7 ]              |
| 福岡県         | テレビ西日本（TNC）       | フジテレビ系列                               | 日曜 13:00 - 13:57    | 遅れネット     | [ 参考 8 ]              |
| 長崎県         | テレビ長崎（KTN）         | フジテレビ系列                               | 土曜 16:25 - 17:25    | 遅れネット     | [ 参考 9 ]              |
| 熊本県         | テレビくまもと（TKU）     | フジテレビ系列                               | 土曜 10:35 - 11:35    | 遅れネット     | [ 参考 10 ]             |
| 大分県         | テレビ大分（TOS）         | 日本テレビ系列 フジテレビ系列                | 水曜 9:50 - 10:50     | 遅れネット     | [ 参考 11 ]             |
| 宮崎県         | テレビ宮崎（UMK）         | フジテレビ系列 日本テレビ系列 テレビ朝日系列 | 火曜 10:45 - 11:45    | 遅れネット     | [ 参考 12 ]             |
| 鹿児島県       | 鹿児島テレビ（KTS）       | フジテレビ系列                               | 土曜 15:45 - 16:45    | 遅れネット     | [ 参考 13 ]             |
| 埼玉県         | テレビ埼玉（TVS）         | 独立局                                       | 土曜 16:00 - 17:00    | 遅れネット     | [ 参考 14 ]             |
| 東京都         | TOKYO MX（MX）            | 独立局                                       | 土曜 15:00 - 15:55    | 遅れネット     | [ 参考 15 ] [ 参考 16 ] |
| 岐阜県         | 岐阜放送（GBS）           | 独立局                                       | 水曜 20:00 - 20:57    | 遅れネット     | [ 参考 17 ]             |
| 三重県         | 三重テレビ（MTV）         | 独立局                                       | 木曜 20:54 - 21:50    | 遅れネット     | [ 参考 18 ]             |
| 日本全国       | 日本映画専門チャンネル    | CS放送                                       | 土曜未明 （金曜深夜） | 遅れネット     | [ 参考 19 ]             |

### 放送終了以前に打ち切り（不定期放送の局も含む）
- 仙台放送（1999.4 - 1999.9）
- 岩手めんこいテレビ
- さくらんぼテレビ
- 福島テレビ（2000.4 - 2007.3）
- フジテレビ（2019.2.7 - 2019.2.22）[参考 20]
- 千葉テレビ（独立局）（開始時期不明 - 2009.3）
- テレビ神奈川（独立局）（1998.10 - 1999.9）
- 群馬テレビ（独立局）（開始時期不明 - 2011.3）
- 新潟総合テレビ（2000.4 - 不明）
- 富山テレビ（2000年の春の大型連休期間に月曜 - 水曜 15:00 - 15:55にて放送[41]）
- 東海テレビ[参考 21]
- テレビ山口（TBS系列）（2008.4 - 2008.9ほか）[参考 22]
- 沖縄テレビ（2001.10? - 2003.9）